# Shropshire
Shropshire (zwane również Salop) – hrabstwo ceremonialne i historyczne w zachodniej Anglii, w regionie West Midlands, położone przy granicy z Walią.
Powierzchnia hrabstwa wynosi 3487 km², a liczba ludności – 472 700. Jest to jedno z najrzadziej zaludnionych hrabstw Anglii, z gęstością zaludnienia wynoszącą 135,6 os./km².  Największym miastem jest Telford, które powstało w latach 60. XX wieku jako jedno z tzw. new towns, z połączenia miast Wellington, Oakengates, Madeley oraz Dawley. Poza aglomeracją miasta Telford hrabstwo ma charakter wiejski, a istotną rolę w gospodarce stanowi rolnictwo. Historyczną stolicą jest Shrewsbury. Inne większe miasta na terenie hrabstwa to Oswestry, Bridgnorth, Newport, Ludlow oraz Market Drayton.
Hrabstwo jest w przeważającej części nizinne, przedzielone rzeką Severn na dwie części – równinną północną oraz południową pokrytą pagórkami. Na terenie Shropshire znajduje się wpisany na listę światowego dziedzictwa UNESCO wąwóz Ironbridge.
Na północnym wschodzie Shropshire graniczy z hrabstwem Cheshire, na wschodzie ze Staffordshire, na południowym wschodzie z Worcestershire, na południu z Herefordshire, a na zachodzie i północnym zachodzie z Walią.

## Podział administracyjny

### Obecny
W skład hrabstwa ceremonialnego wchodzą dwie jednostki administracyjne typu unitary authority:
1. Shropshire
2. Telford and Wrekin

### Do 2009

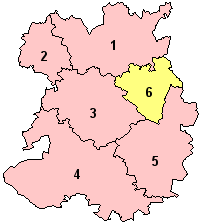
Podział administracyjny hrabstwa Shropshire do 2009 roku

Przed reformą administracyjną przeprowadzoną w 2009 roku Shropshire było hrabstwem niemetropolitalnym, w którego skład wchodziło pięć dystryktów. Jako hrabstwo ceremonialne Shropshire obejmowało dodatkowo jedną jednostkę typu unitary authority.
1. North Shropshire
2. Oswestry
3. Shrewsbury and Atcham
4. South Shropshire
5. Bridgnorth
6. Telford and Wrekin (unitary authority)